# DollyKiss
DollyKiss（ドーリーキス）は、2017年から活動している、日本の女性アイドルグループ。
人形のような可愛さをコンセプトに活動している。通称ドリキス。

## 概要
2017年に人形のような可愛さをコンセプトに、楠みゆう、小鳥遊もか、佐倉ましろ、黒木ひかり、西園寺理子で結成。
同年10月に7名体制、2018年1月に6名、3月時点では4人体制となり活動終了。
一度の活動休止を経て、オーディションにより選ばれたメンバーにより、5名で第二章がスタート。
2022年12月30日をもって第二章終了。
グループの自己紹介は、「お人形になりたい、私たちっ！ DollyKissですっ！」。

## メンバー
| 名前                        | 愛称 | メンバーカラー | 生年月日              | 出身   | 活動期間       | 備考                                                                   |
| --------------------------- | ---- | -------------- | --------------------- | ------ | -------------- | ---------------------------------------------------------------------- |
| 嶋田 はるみ しまだ はるみ   |      | 水色           | 2004年1月21日（21歳） |        | 2022年9月3日〜 | 第2章6期メンバー。 元Cutenka!<be>活動休止後PrinceCHU!に加入。          |
| 音月 ちおり おとづき ちおり |      | 紫色           | 2003年7月15日（22歳） | 愛媛県 | 2022年9月3日〜 | 第2章6期メンバー。 元Spindle、元RIOT BABY 活動休止後PrinceCHU!に加入。 |

### 過去の所属メンバー
| 名前                          | 愛称         | メンバーカラー | 生年月日              | 出身         | 活動期間                       | 備考 |
| ----------------------------- | ------------ | -------------- | --------------------- | ------------ | ------------------------------ | --- |
| 楠 みゆう くすのき みゆう     |              | 紫色           | 1998年10月7日（26歳） | 東京都       | 2017年3月18日〜2018年1月21日   | 初期メンバー、兼プロデューサー。 元Sweet☆Pastel、反則実行委員会メンバー。 個人の活動は個別記事を参照。                                                              |
| 西園寺 理子 さいおんじ りこ   | りったん     | 水色           | 1998年9月7日（26歳）  |              | 2017年3月18日〜2017年4月5日    | 初期メンバー。 |
| 黒木 ひかり くろき ひかり     |              | 緑色           | 2000年6月25日（25歳） | 東京都       | 2017年3月18日〜2018年2月11日   | 初期メンバー。個人の活動は個別記事を参照。 |
| 佐倉 ましろ さくら ましろ     | ましろん     | ピンク         | ????年9月29日         |              | 2017年3月18日〜2018年2月11日   | 初期メンバー。 |
| 小鳥遊 もか たかなし もか     | もかたん     | 黄色           | 2001年2月16日（24歳） | 東京都       | 2017年3月18日〜2018年5月8日    | 初期メンバー。2018年3月30日より活動休止。 元反則実行委員会メンバー。 卒業後、藍色アステリズムの「倉田もか」として活動し、現在、1/2Diaryの「小鳥遊もか」として活動。 |
| 白咲 ゆか しらさき ゆか       | ゆっちゃん   | 白色           | 1994年2月3日（31歳）  | 北海道       | 2017年10月20日〜2018年3月30日  | |
| 鈴川 朱奈 すずかわあやな      |              | オレンジ       | ????年7月19日         |              | 2017年10月20日〜2018年3月30日  | 卒業後、ラルムーン(鈴川りか名義)を経て天使にはなれないの「美鈴りか」として活動。                                                                                    |
| 椚 なつみ くぬぎ なつみ       |              | 水色           | 1998年4月16日（27歳） | 東京都       | 2017年10月20日〜2018年5月8日   | 2018年3月30日より活動休止。 元Fluffy Bomb!!!の「望月なつみ」。 |
| 星名 のぞみ ほしな のぞみ     | のぞみん     | 黄色           | ????年1月6日          | 福島県       | 2018年10月19日〜2019年2月21日  | 第2章初期メンバー。 デビュー前の特別編成ライブでは「金澤希」として出演。                                                                                            |
| 狩野 咲輝 かの さき           | さきちゃん   | 紫色           | 1998年6月9日（27歳）  | 宮城県       | 2018年10月19日〜2020年2月9日   | 第2章初期メンバー。 |
| 卯ノ花 うさぎ うのはな うさぎ | うさぎ       | オレンジ       | ????年7月13日         | 宮崎県       | 2018年10月19日〜2020年8月31日  | 第2章初期メンバー。 |
| 音此望 いのり ねこの いのり   | いのりん     | 青色           | 2000年2月26日（25歳） | 長崎県       | 2020年2月9日〜2020年8月31日    | 第2章3期メンバー。 |
| 鈴森 ゆりあ すずもり ゆりあ   | ゆりあちゃん | 水色           | ????年6月8日          | 兵庫県神戸市 | 2018年10月19日〜2020年10月18日 | 第2章初期メンバー。 卒業後、On the treat Super Seasonの「仁木新菜」として活動。 さらに卒業後、同名でリコリスの一員として活動開始。                                  |
| 砂糖 ひな さとう ひな         | おひな       | ローズピンク   | 2002年8月23日（22歳） | 千葉県       | 2019年11月2日〜2020年11月3日   | 第2章2期メンバー。 |
| 湯井 のん ゆい のん           | ゆいのん     | 白い恋人色     | 1999年4月5日（26歳）  | 広島県       | 2018年10月19日〜2021年11月28日 | 第2章初期メンバー。卒業後、MIGMA SHELTERの「ユイノン」として活動。                                                                                                  |
| 天使 もも あまつか もも       | もも         | 紫色           | 2003年3月11日（22歳） | 東京都       | 2020年9月19日〜                | 第2章4期メンバー。卒業後、シュレーディンガーの犬の「もな」として活動。                                                                                              |
| 双葉 ありす ふたば ありす     | ありす       | 赤色           | 2003年6月11日（22歳） |              | 2020年9月19日〜2022年3月20日   | 第2章4期メンバー。 |
| 恋星 める このせ める         | める         | ミントグリーン | 1999年1月10日（26歳） | 和歌山県     | 2022年2月26日〜2022年8月16日   | 第2章5期メンバー。 |
| 杣木 れあ そまき れあ         | れあち       | ピンク         | 2003年8月23日（21歳） |              | 2020年9月19日〜2022年8月26日   | 第2章4期メンバー。2021年12月より学業の都合により活動休止中。 |
| 美波 れい みなみ れい         | れいちゃん   | 青色           | 2002年12月7日（22歳） | 東京都       | 2020年9月19日〜2022年9月4日    | 第2章4期メンバー。元:天使突抜ニ読ミ 卒業後、Malcolm Mask McLarenの美波れいとして活動                                                                                |
| 楠木 くるみ くすのき くるみ   |              | 白色           | ????年2月10日         |              | 2022年9月3日〜2022年10月5日    | 第2章6期メンバー。 |
| 乃井 りこ のい りこ           | りたん       | 黄色           | ????年4月18日         |              | 2019年11月2日〜2022年12月18日  | 第2章2期メンバー。 卒業後、NARLOW の「乃井りこ」として活動。 |
| 姫野 あまね ひめの あまね     | あまにょ     | オレンジ       | 2000年5月27日（25歳） | 神奈川県     | 2022年2月26日〜2022年12月30日  | 第2章5期メンバー。 |

## 略歴

### 2017年
- 3月、楠みゆう、小鳥遊もか、佐倉ましろ、黒木ひかり、西園寺理子で結成。
- 3月18日、渋谷CLUB QUATTROにて開催の『春の天使かよ！』にてオープニングアクトとしてステージデビュー。
- 4月5日、西園寺理子が体調不良及び、度重なる契約違反により脱退[3]。
- 9月5日、加入を予定していた新メンバーがレッスン中に怪我をした為、お披露目を10月に延期[4]。
- 10月20日、『DollyKiss 定期公演 Vol.2』(AKIBAカルチャーズ劇場)にて、白咲ゆか、鈴川朱奈、椚なつみが加入。7人体制で活動開始。
- 11月11日より、三日間の上海遠征。鈴川朱奈は体調不良により[5]、楠みゆうはパスポートの紛失[6]により、4名での遠征になった。

### 2018年
- 2月11日、『黒木ひかり＆佐倉ましろ卒業公演』を渋谷TAKEOFF7にて開催。
- 3月30日、AKIBAカルチャーズ劇場のライブをもって、活動休止。
- 5月8日、活動休止中だった小鳥遊もか、椚なつみの卒業を発表。
- 8月10日、『AKIBAだんじょん！FES』(白金高輪SELENE b2)にて、1日限りの特別編成メンバーで復活。過去に別グループでアイドルをしていたメンバーを含め、「せいあ[注釈 1]、田尻あやめ、みつき[注釈 2]、野田瞳、金澤希」の5名で出演[7]。
- 10月19日、『MX IDOL FESTIVAL Vol.4』(Shibuya O-EAST)にて、星名のぞみ、湯井のん、鈴森ゆりあ、狩野咲輝、卯ノ花うさぎでDollyKiss第二章がスタート。
- 12月8日、初の札幌遠征。
- 12月23日、星名のぞみが活動休止[8]。

### 2019年
- 2月、候補生として桜井ひな、若月桃奈が加入。
- 2月21日、休養が続いていた星名のぞみが、卒業公演(新宿ZircoTokyo)をもって卒業。
- 3月25日、若月に契約違反が認められたとして候補生から除籍[9]。
- 4月4日、桜井の除籍を発表。正規メンバーへの昇格とならず、14日のライブにて活動終了。
- 5月10日、佐々木詩、相楽みお、天音りかが加入。うち相楽と天音は規約違反により、4日後に脱退。
- 5月26日、新宿zicroにて、1stワンマンライブ『FIRST KISS』を開催[10]。
- 6月、来宮みゆが加入。
- 8月、来宮、佐々木を除籍。正規メンバーへの昇格とならず。
- 10月14日、白金高輪SELENEb2にて2ndワンマンライブ『Dolly Happy Sweet Wonder Kiss』を開催。乃井りこ、砂糖ひなの加入を発表[11]。

### 2020年
- 1月4日、狩野咲輝より、留学、及び女優業への転向の申し出があり、2月での卒業を発表[12]。
- 1月24日より、『Dolly Kiss無銭ワンマンツアー「日本全国DOLL化計画！～2020東名阪編～」』を大阪(梅田Zeela)、名古屋(大須TOYS)、東京(渋谷club asia)で開催[13]。
- 2月1日、上記東京公演(Club Asia)にて、音此望いのりの加入を発表[14]。
- 2月9日、新宿ZircoTokyoにて、『Dolly Party 狩野咲輝卒業公演』を開催。
- 3月16日、砂糖ひなの長期休養を発表[15]。
- 8月31日、卯ノ花うさぎ、音此望いのりの同日卒業を発表[16]。
- 9月19日、双葉ありす、杣木れあ、天使もも、美波れいの4名が渋谷DESEO miniにて開催の『Three Card』にてお披露目[17]。
- 10月18日、『鈴森ゆりあ卒業公演-ありがとう大好きなオタクたち〜！-』(Zirco Tokyo)にて、鈴森ゆりあが卒業[18]。
- 11月3日、砂糖ひなの同日卒業を発表[19]。

### 2021年
- 2月2日、同日発売の『FLASH』（光文社）に天使ももの水着グラビアが掲載[20][21]。
- 4月22日、同日発売の『週刊ヤングジャンプ』（集英社）21＆22合併号スタートの企画「サキドル エース SURVIVAL 11」に天使ももが参加[22]。
- 7月2日、新曲『ダーリン♡サマーラブ』のMusicVIdeoを公開[23]。
- 11月13日、「アイドルアラモードプチ vol.7」にて新曲『げんそうてきフェアリーテイル』のお披露目。また、翌日には新曲『しょうどうてきスノウマシーン』を初お披露目した。
- 11月28日、渋谷DESEOminiにて開催された「DollyKiss 湯井のん卒業公演」にて、第二章結成時からの唯一のメンバーであった湯井のんが卒業。
- 12月1日、学業の都合により杣木れあが活動休止[2]。

### 2022年
- 2月26日、新メンバーとして恋星めると姫野あまねが正式デビュー[24]。
- 3月20日、双葉ありすが卒業。
- 6月11日、「Dolly Party Mini Vol.5」(GRIT at shibuya)にて新曲『フローラル』をお披露目。
- 8月16日、度重なるルール違反、契約違反行為があったとして、同日付で恋星めるが脱退[25]。
- 8月26日、長期間の音信不通により、杣木れあが脱退[26]。
- 9月3日、楠木くるみ、嶋田はるみ、音月ちおりの3名が加入[27]。
- 9月4日、美波れいが卒業。
- 12月18日、「乃井りこ卒業公演〜りたんちゃんと結婚式〜」にて乃井りこが卒業[28]。
- 12月30日、「Dolly Kiss第2章終了」にて第2章活動終了＆姫野あまねが卒業。

## ディスコグラフィー

### 未収録曲
- MY GIRL
- 片想い♡サワー（鈴森、湯井のユニット曲）
- ヒミツモノガタリ（狩野、卯ノ花のユニット曲）
- 桜咲いた、あの日の夜は
- 苺ショート教祖
- げんそうてきフェアリーテイル
- しょうどうてきスノウマシーン
- フローラル